# Щукин, Борис Васильевич
Бори́с Васи́льевич Щу́кин (5 (17) апреля 1894, Москва — 7 октября 1939, там же) — русский и советский актёр театра и кино, театральный режиссёр, педагог. Народный артист СССР (1936). Кавалер ордена Ленина (1938). Лауреат Сталинской премии I степени (1941, посмертно).

## Биография
Борис Щукин родился в Москве (по другим источникам — в Кашире Тульской губернии), в семье служащего.
В 1899 году семья Щукиных переехала в Каширу (ныне Московской области), где отец владел железнодорожным буфетом.
В 1902 году поступил в трёхклассное железнодорожное училище (начальную школу при железнодорожной станции «Кашира»). Уровень образования, полученный в этом учебном заведении, был крайне невысоким. В 1905 году отец послал его учиться в Московское частное реальное училище К. П. Воскресенского. Из-за разницы в программах мальчику пришлось повторить начальное образование вновь, начиная с 1-го класса.
Реальное училище окончил в 1912 году, после чего некоторое время работал, одновременно играя свои первые роли в любительском театре, который был открыт в том же году при станции местным отделением Общества попечительства о народной трезвости.
В 1913 году продолжил образование, поступив на механическое отделение Императорского Московского технического училища. В начале осени 1916 года царское правительство призвало в армию студентов старших курсов высших учебных заведений. По завершении четырёхмесячных курсов по подготовке офицеров в московском Александровском военном училище получил звание прапорщика, и в декабре 1916 года был направлен на службу в запасный полк, расквартированный в Саратове, где обучал солдат. В свободное от службы время выступал на местных сценах, где завоевал симпатии офицеров и солдат.
Осенью 1917 года, при Временном правительстве, был направлен на фронт — в Калишскую губернию, в район реки Стоход, вдоль которой находились позиции Калишского пограничного полка.

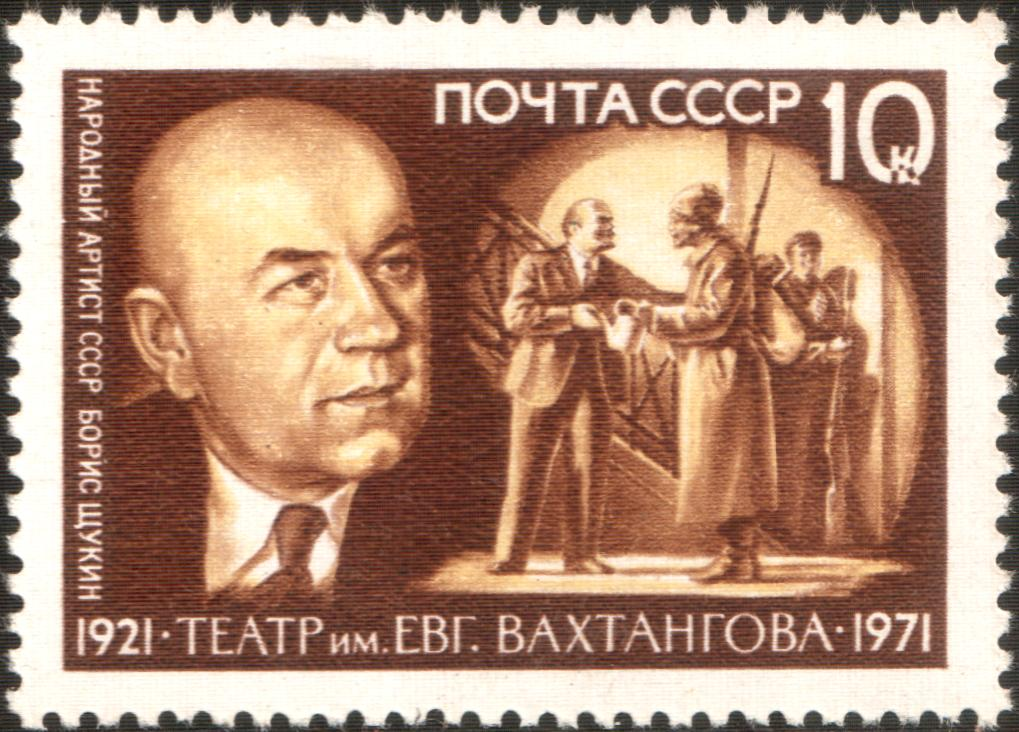
Марка СССР: Актер Борис Васильевич Щукин и сцена из спектакля "Человек с ружьем" (Ленин). Серия: 50-летие Государственного академического театра имени Е. Вахтангова, Москва

После заключения Брестского мира в 1918 году участник Первой мировой войны прапорщик Борис Щукин был демобилизован и вернулся в Каширу, где работал слесарем железнодорожного депо, помощником машиниста паровоза. Для заработков пригодилось и умение фотографировать, которым он владел профессионально. После организации курсов всевобуча местный отдел всеобщего военного обучения принял бывшего прапорщика на работу на должность инструктора. В августе 1919 года вернулся на кадровую военную службу в Красную Армию и был направлен в Москву, где получил назначение на должность адъютанта школы старших инструкторов при 2-й артиллерийской бригаде.
Ещё в 1920 году поступил в драматическую студию под руководством Е. Б. Вахтангова (с 1921 — 3-я студия МХАТ, ныне — Театральный институт имени Бориса Щукина), однако в первые месяцы учёбу в ней приходилось сочетать с воинской службой (разрешение демобилизоваться из 2-й артиллерийской бригады получил только в 1921 году). По окончании студии был принят в труппу Театра им. Е. Б. Вахтангова.
Большое влияние на творчество актёра оказала эстетика его учителя Е. Б. Вахтангова с её яркой театральностью, иронией, близостью народной буффонаде, гротеску. Был одним из крупнейших представителей советской реалистической школы, блестяще соединявшим в своём искусстве комедийное и драматическое начала. Один из первых советских актёров, воплотивших на сцене и в кино образ Ленина и заложивших традиции исполнения этой роли.
Выступал и как режиссёр, принимал участие в постановке спектаклей.
Вёл педагогическую работу в школе при театре (ныне Театральный институт имени Бориса Щукина).
Борис Васильевич Щукин умер 7 октября 1939 года в Москве от болезни сердца. Похоронен 9 октября 1939 года на Новодевичьем кладбище (участок № 2).

## Звания и награды
- Заслуженный артист Республики[7]
- Народный артист СССР (1936)
- Сталинская премия первой степени (1941) — за исполнение роли В. И. Ленина в фильмах «Ленин в Октябре» (1937) и «Ленин в 1918 году» (1938) — посмертно[8]
- Орден Ленина (23.03.1938) — в связи с выпуском выдающихся кинофильмов, получивших единодушное одобрение зрителей, «Ленин в Октябре», «Петр I-ый» и колхозный фильм «Богатая невеста»

## Творчество

Борис Щукин в роли Ленина, фильм «Ленин в Октябре»

### Роли в театре
- 1921 — «Чудо Святого Антония» М. Метерлинка. Режиссёр: Е. Б. Вахтангов — Кюре
- 1921 — «Свадьба» А. П. Чехова. Режиссёр: Е. Вахтангов — Жигалов
- 1921 — «Воры» по А. П. Чехову. Режиссёр: Е. Вахтангов — Мерик
- 1922 — «Принцесса Турандот» К. Гоцци. Режиссёр: Е. Б. Вахтангов — Тарталья
- 1923 — «Правда хорошо, а счастье лучше» А. Н. Островского. Режиссёр: Б. Е. Захава — Барабошев
- 1924 — «Лев Гурыч Синичкин» Д. Т. Ленского. Режиссёр: Р. Н. Симонов — Лев Гурыч
- 1924 — «Женитьба» Н. В. Гоголя. Режиссёр: Ю. А. Завадский — Степан
- 1925 — «Виринея» Л. Н. Сейфуллиной и В. П. Правдухина. Режиссёр: А. Д. Попов — Павел Суслов
- 1927 — «Зойкина квартира» М. А. Булгакова. Режиссёр: А. Д. Попов — Иван Васильевич
- 1927 — «Разлом» Б. А. Лавренёва. Режиссёр: А. Д. Попов — капитан Берсенев
- 1927 — «Барсуки» по Л. М. Леонову. Режиссёр: Б. Е. Захава — Антон
- 1929 — «Заговор чувств» Ю. К. Олеши. Режиссёр: А. Д. Попов — Шапиро
- 1930 — «Темп» Н. Ф. Погодина. Режиссёры: О. Н. Басов, К. Я. Миронов, А. А. Орочко, Б. В. Щукин — Лаптев
- 1932 — «Егор Булычов и другие» М. Горького. Режиссёр: Б. Е. Захава — Егор Булычёв
- 1932 — «Гамлет» У. Шекспира. Режиссёр и художник Н. П. Акимов — Полоний
- 1935 — «Далекое» A. Н. Афиногенова. Режиссёр: И. М. Толчанов — Малько
- 1936 — «Много шума из ничего» У. Шекспира. Режиссёры: М. Д. Синельникова и И. М. Рапопорт — Бальтазар
- 1937 — «Человек с ружьём» Н. Ф. Погодина. Режиссёр: Р. Н. Симонов — Ленин
- 1937 — «Большой день» В. М. Киршона. Режиссёр: В. В. Куза — Кожин
- 1939 — «Путь к победе» А. Н. Толстого. Режиссёры: Р. Н. Симонов, К. Я. Миронов и Б. Е. Захава — Раненый красноармеец

### Постановки (совместно с другими режиссёрами)
- 1926 — «Марион Делорм» В. Гюго
- 1927 — «Барсуки» Л. М. Леонова
- 1929 — «Заговор чувств» Ю. К. Олеши
- 1930 — «Темп» Н. Ф. Погодина
- 1932 — «Пятый горизонт» П. Д. Маркиша
- 1932 — «Гамлет» У. Шекспира
- 1933 — «Достигаев и другие» М. Горького
- 1934 — «Человеческая комедия» по О. де Бальзаку (совм. с А. Д. Козловским)
- 1935 — «Аристократы» Н. Ф. Погодина
- 1935 — «Далекое» A. Н. Афиногенова

### Фильмография
1. 1935 — Лётчики — командир школы Николай Рогачёв
2. 1936 — Поколение победителей — Александр Михайлов
3. 1937 — Ленин в Октябре — Ленин
4. 1939 — Ленин в 1918 году — Ленин

Архивные кадры
- 1963 — Борис Щукин (документальный)

## Память
- В 1939 году Театральному училищу при театре имени Е. Б. Вахтангова присвоено имя Б. В. Щукина.
- На доме, где жил актёр, установлена мемориальная доска (Большой Лёвшинский переулок, 8а).
- Имя Б. Щукина в 1939—1994 годах носил Большой Лёвшинский переулок. Сейчас его имя носит улица в Кашире.
- В 1994 году на киностудии «Беларусьфильм» режиссёром Игорем Волчеком был создан мультфильм «Скерцо», действие которого проходило в доме-музее имени Б. В. Щукина.
- В 2018 году в Кашире открыт Дом творчества имени Б. В. Щукина[9].
- В 2019 году в связи с 125-летием Б. В. Щукина было принято решение о создании комнаты-музея известного актёра в Доме творчества. Ведётся комплектование материалов[10].
- В Донецке есть улица, носящая его имя.